# Hollister (Carolina del Norte)
Hollister es un lugar designado por el censo del condado de Halifax  en el estado estadounidense de Carolina del Norte. 